# Bear Stearns
Pour les articles homonymes, voir Stearns.
The Bear Stearns Companies, Inc. (NYSE : BSC) était la maison mère de Bear, Stearns & Co. Inc., une des plus grandes banques d'investissement, d'échange de valeur mobilière et agent de change au monde. Pionnière dans les produits de titrisation, la banque d'affaires, alors la 5e de Wall Street, a été largement exposée pendant la crise des subprimes et ce malgré un renflouement de la Federal Reserve Bank of New York en mars 2008. Bear Stearns a dû être revendue à la banque commerciale JPMorgan Chase à un prix de 10 $ par action (celles-ci s'évaluaient avant la crise à plus de 133 $). La faillite de la banque a été un événement précurseur de l'effondrement de l'activité bancaire de Wall Street en septembre 2008 et de la crise financière.
Le rachat de la banque par JP Morgan s'est fait avec l'appui de la Federal Reserve Bank qui accepta de financer l'opération en fournissant 29 milliards de dollars en échange d'une garantie de 30 milliards de dollars (en actions de Bear Stearns).

## Histoire

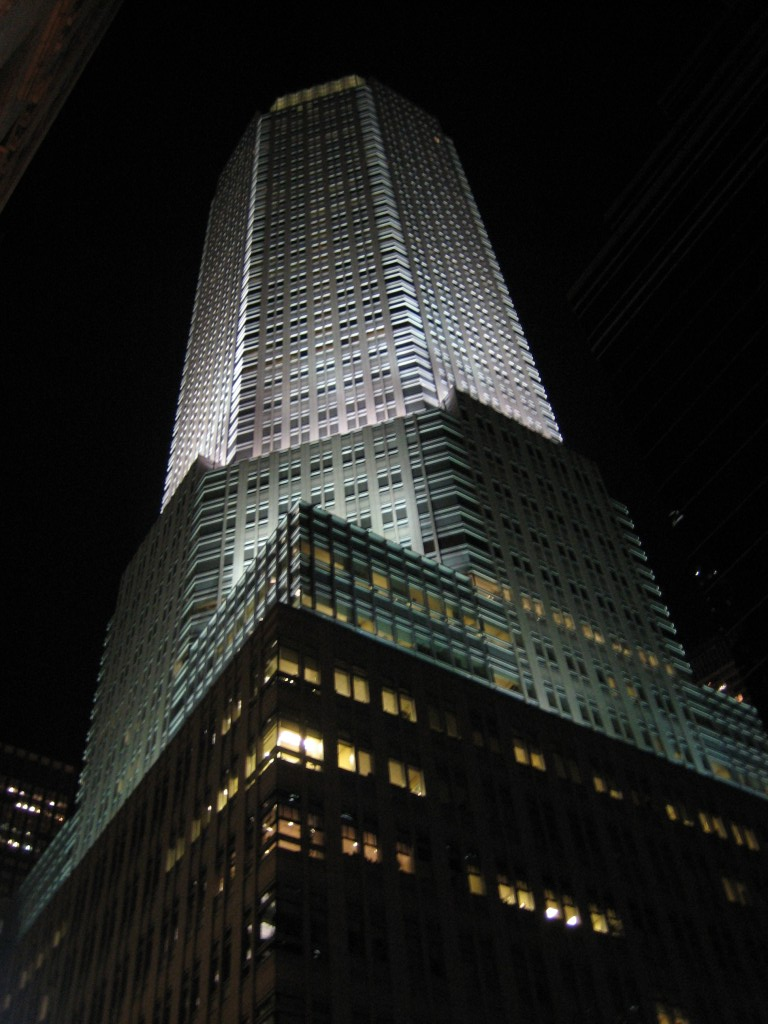
Bear Stearns World Headquarters, Madison Avenue, New York, revendue en 2008 avec le reste de la banque à JPMorgan Chase.

### Création de la banque
La société a été fondée en 1923 par Joseph Bear, Robert Stearns et Harold Mayer en tant que société de trading à fonds propres. Sa clientèle se compose de corporations, institutions, gouvernements et particuliers. L'activité de la société inclut la finance d'entreprise, les fusions et acquisitions, marché des actions et fixed-income, trading et recherche, services aux clients privés, produits dérivés, marché des devises et contrats à terme (futures en anglais), gestion d'actifs et services dépositaires.

### Siège social
Le siège social est situé au 383 Madison Avenue, entre E. 46th Street et E. 47th Street à Manhattan (New York). La société emploie actuellement plus de 15 500 personnes à travers le monde. Elle est également implantée à Atlanta, Boston, Chicago, Dallas, Denver, Houston, Los Angeles, Irvine, San Francisco, San Juan, Whippany NJ et Saint Louis. À l'étranger, elle est aussi implantée à Londres, Beijing, Dublin, Hong Kong, Lugano, Milan, São Paulo, Shanghai, Singapour, et Tokyo.

### Krach boursier de 2001-2002
Au début des années 2000, après le krach boursier de 2001-2002 qui sanctionne la fin de la bulle Internet et sur les télécoms, Bear Stearns est l'une des dix grandes banques d'investissement à avoir signé un compromis à 1,4 milliard de dollars  sur la question de l'indépendance de l'analyse financière, via l'accord amiable d'avril 2003, avec la SEC et l'association des courtiers américains.

### Crise bancaire et financière de 2008 et faillite de la banque
Malgré ces difficultés, entre 2005 et 2007, Bear Stearns fut reconnue comme la "plus admirable" ("most admired") société de valeurs mobilières, par l'étude du magazine Fortune "America's Most Admired Companies", et seconde parmi les sociétés de titres. 
En juin 2007, différentes rumeurs font état du fait que deux hedge funds gérés par Bear Stearns, et positionnés sur le marché des subprimes, auraient essuyé des pertes de l'ordre de 3.8 milliards de dollars.  
L'étude annuelle constitue un classement prestigieux révélateur du talent des employés, de la qualité de la gestion et de l'innovation. Cependant, en mars 2008, l'action de la société perd 80 % de sa valeur, soit un retour en arrière de 10 ans, en raison avec de la crise dite des subprimes.
Le 14 mars 2008, la société annonce un plan de financement d'urgence par la Fed [réf. nécessaire].

### Rachat par JPMorgan
Le 16 mars 2008, annonce de l'acquisition de Bear Stearns, qui comptait alors 14 000 employés, par JPMorgan Chase Bank à 2 $ l'action . Elle en valait 130 en octobre 2007 et plus de 60 le 12 mars. Le 24 mars suivant, JPMorgan réévalue son offre à 10 $ l'action (les bureaux de Madison Avenue inclus). La transaction a été aidée par la Fed. En avril 2008, une enquête est en cours par les tribunaux du Delaware sur la légalité de cette acquisition par JPMorgan Chase,.

### Enquête deRolling Stoneet révélation d'un délit d'initié
Dans son numéro 1089 d'octobre 2008 le magazine américain Rolling Stone révèle au public l'existence d'un délit d'initié géant portant sur 1,7 million d'options Bear Stearns. Ces options ont été acquises avant la faillite de la banque et pariaient sur une chute vertigineuse du titre en quelques jours. Les autorités américaines n'ont pas révélé les noms des bénéficiaires des 270 000 000 $ de gains générés par l'opération.

## Activités
Ses principaux secteurs d'activités, sur la base des contributions 2006, étaient : le marché de capitaux (80 %), la gestion de patrimoine (10 %) et les services de compensation (10 %) [réf. nécessaire].